# Tel Ševa
Tel Ševa (hebrejsky תֵּל שֶׁבַע, doslova „Pahorek sedmi“, arabsky تل السبع, Tal as-Sabi, v oficiálním přepisu do angličtiny Tel Sheva) je místní rada (malé město) v Izraeli v Jižním distriktu. Starostou je Musa Abu Isa.

## Geografie
Leží nadmořské výšce 305 metrů nedaleko východního okraje Beerševy v rovinaté krajině v severní části Negevské pouště. Terén člení vádí Nachal Chevron, které ústí na jihovýchodním okraji města do vádí Nachal Be'er Ševa. Přímo městem k němu směřuje také vádí Nachal Gez. Jde o aridní oblast.
Tel Ševa obývají izraelští Arabové, respektive Beduíni, přičemž i v okolní krajině se rozkládají četné živelně rostlé rozptýlené osady polokočovných beduínů. Centrum regionu, město Beerševa, je ovšem židovské, stejně jako město Omer, které s Tel Ševa sousedí na severozápadní straně. Město je na dopravní síť napojeno pomocí dálnice číslo 60 a dálnice číslo 40, které probíhají severozápadně a západně od obce. Západně od Tel Ševa vede rovněž železniční trať, která zde ale nemá stanici.

## Dějiny

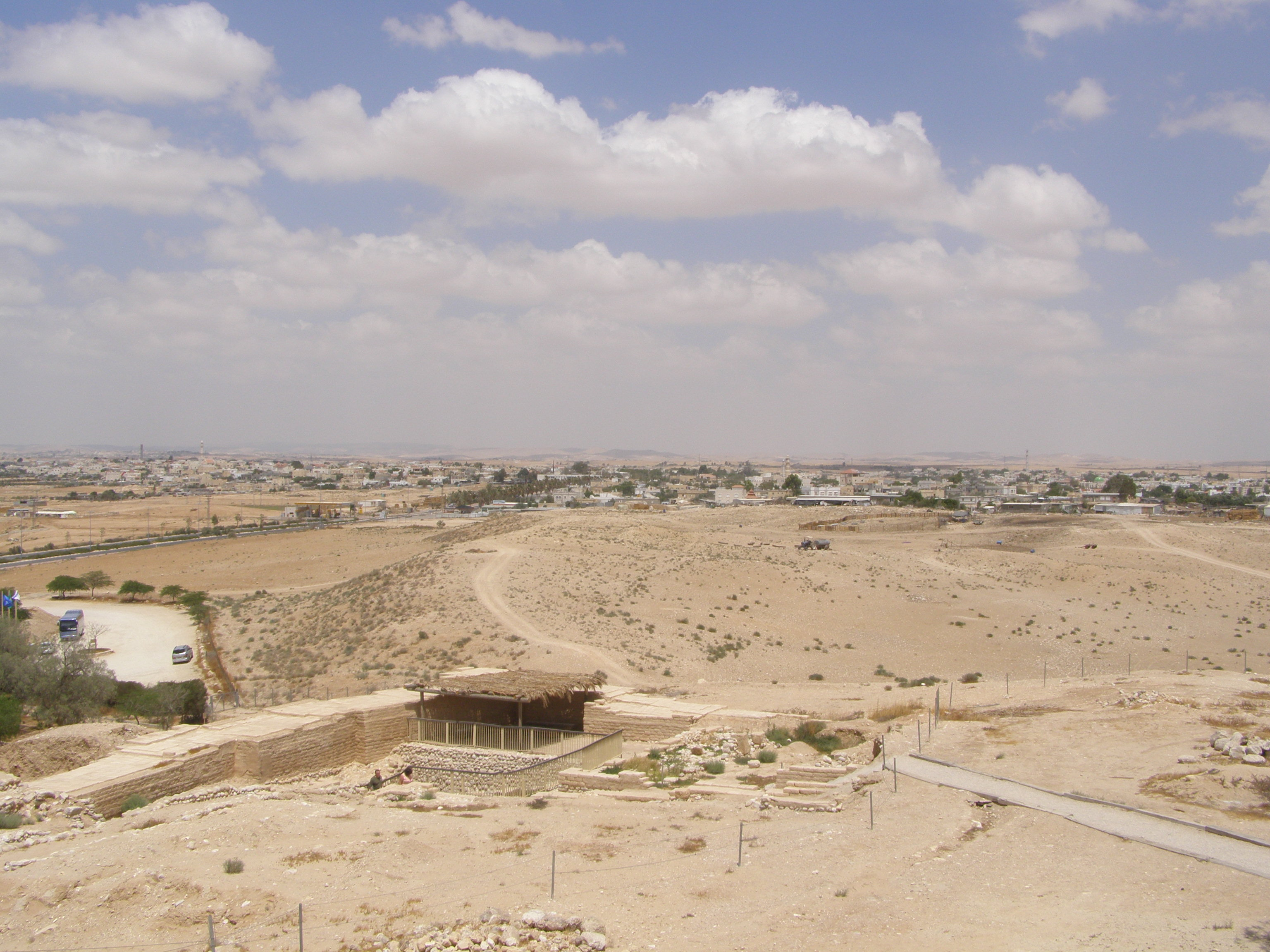
V popředí Tel Be'er Ševa, v pozadí město Tel Ševa

Tel Ševa byl založen v roce 1968 jako součást vládního projektu trvalého usídlení beduínských kmenů v okolí. Šlo o první plánovitě řešený sídelní soubor, který měl kromě bydlení nabídnout beduínům i veřejné služby jako zdravotnictví a školství. Původně byla obec součástí Oblastní rady Bnej Šim'on. Roku 1984 získala status místní rady (malého města). Jméno města odkazuje na nedalekou archeologickou lokalitu a národní park Tel Be'er Ševa.
Město čelí ekonomickým a sociálním obtížím. Průměrná měsíční mzda zde v roce 2005 byla méně než polovina průměrné mzdy v Izraeli 3557 oproti 7324 šekelů. Vedení města plánuje výstavbu nové spojovací silnice ve směru od města Dimona a přesun průmyslové zóny. Podél vádí Nachal Be'erševa se plánuje umělá vodní nádrž.

## Demografie
Tel Ševa je město s ryze arabskou populací. V roce 2005 tvořili 100,0 % obyvatelstva arabští muslimové. Jde o středně velké sídlo městského typu s trvalým rychlým růstem. K 31. prosinci 2014 zde žilo podle Centrálního statistického úřadu (CBS) 18 100 lidí.
| Rok  | Obyvatelé |
| ---- | --------- |
| 1980 | 200       |
| 1983 | 2 500     |
| 1990 | 5 600     |
| 1992 | 6 800     |
| 1993 | 7 500     |
| 1994 | 8 100     |
| 1995 | 6 938     |
| 1996 | 7 624     |
| 1997 | 8 299     |
| 1998 | 8 850     |
| 1999 | 9 300     |
| 2000 | 9 971     |
| 2001 | 10 621    |
| 2002 | 11 200    |
| 2003 | 11 900    |
| 2004 | 12 500    |
| 2005 | 13 000    |
| 2006 | 13 600    |
| 2007 | 14 000    |
| 2008 | 14 600    |
| 2009 | 15 200    |
| 2010 | 15 700    |
| 2011 | 16 400    |
| 2012 | 17 000    |
| 2013 | 17 500    |
| 2014 | 18 100    |
| 2015 | 18 700    |
| 2016 | 19 200    |
| 2017 | 19 700    |
| 2018 | 20 200    |
| 2021 | 22 187    |